# سیاه‌مرغ بروئر
سیاه‌مرغ بروئر (نام علمی: Euphagus cyanocephalus) یک پرنده سیاه‌پر در جهان جدید با اندازه متوسط است. این نام به افتخار پرنده‌شناس توماس مایو بروئر گرفته شده است.